# Alluitsup Paa
Alluitsup Paa (Agdluitsup pâ prima della riforma ortografica del 1973, o Sydprøven) è un villaggio della Groenlandia di 390 abitanti (2005). Si trova su un'isoletta poco distante da Capo Farvel, a 60°27'N 45°34'O; appartiene al comune di Kujalleq.